# Radha Mohan
 (mai 2025).
La mise en forme du texte ne suit pas les recommandations de Wikipédia : il faut le « wikifier ».
Les points d'amélioration suivants sont les cas les plus fréquents. Le détail des points à revoir est peut-être précisé sur la page de discussion.
- Les titres sont pré-formatés par le logiciel. Ils ne sont ni en capitales, ni en gras.
- Le texte ne doit pas être écrit en capitales (les noms de famille non plus), ni en gras, ni en italique, ni en « petit »…
- Le gras n'est utilisé que pour surligner le titre de l'article dans l'introduction, une seule fois.
- L'italique est rarement utilisé : mots en langue étrangère, titres d'œuvres, noms de bateaux, etc.
- Les citations ne sont pas en italique mais en corps de texte normal. Elles sont entourées par des guillemets français : « et ».
- Les listes à puces sont à éviter, des paragraphes rédigés étant largement préférés. Les tableaux sont à réserver à la présentation de données structurées (résultats, etc.).
- Les appels de note de bas de page (petits chiffres en exposant, introduits par l'outil «  Source ») sont à placer entre la fin de phrase et le point final[comme ça].
- Les liens internes (vers d'autres articles de Wikipédia) sont à choisir avec parcimonie. Créez des liens vers des articles approfondissant le sujet. Les termes génériques sans rapport avec le sujet sont à éviter, ainsi que les répétitions de liens vers un même terme.
- Les liens externes sont à placer uniquement dans une section « Liens externes », à la fin de l'article. Ces liens sont à choisir avec parcimonie suivant les règles définies. Si un lien sert de source à l'article, son insertion dans le texte est à faire par les notes de bas de page.
- La présentation des références doit suivre les conventions bibliographiques. Il est recommandé d'utiliser les modèles {{Ouvrage}}, {{Chapitre}}, {{Article}}, {{Lien web}} et/ou {{Bibliographie}}. Le mode d'édition visuel peut mettre en forme automatiquement les références.
- Insérer une infobox (cadre d'informations à droite) n'est pas obligatoire pour parachever la mise en page.

Pour une aide détaillée, merci de consulter Aide:Wikification.
Si vous pensez que ces points ont été résolus, vous pouvez retirer ce bandeau et améliorer la mise en forme d'un autre article.
Radha Mohan (Pyar Ka Pehla Naam: Radha Mohan) est une série télévisée indienne de 22 minutes, créée par Prateek Sharma et diffusée entre le 2 mai 2022 et le 4 septembre 2024 sur Zee TV. Elle est inédite en pays francophones.

## Synopsis
Radha, fille d'un prêtre hindou, s'éprend d'admiration pour le musicien Mohan Trivedi. Un jour, en sauvant la fille de celui-ci, Gungun, une opportunité lui est alors offert de le cotoyer dans sa maison. Mais bientôt des évènements paranormaux, tous issus du spectre de Tulsi, la mère de Gungun, perturbent l'harmonie dans le manoir Trivedi. Afin de lui accorder le salut, Radha accepte de l'aider à retrouver son meurtrier, cachée parmi les membres de sa belle-famille, tout en s'assurant que ni Mohan ni sa fille ne soient en danger.
La deuxième saison fait un bond de 8 ans dans le futur. Radha, alors séparée de Mohan mais ayant conçu de lui, s'est rebaptisé Radhika et s'est remarié à Yug. D'un autre côté, Mohan, lui, vit seul avec Gungun. Le destin le fera mettre sur sa route Manam, son propre fils biologique, puis Radha elle-même. Et dès lors il sera question de trouver un moyen de réconcilier la famille Trivedi, tandis que Yug qui s'avère être un psychopathe pervers narcissique leur mettra des bâtons dans les roues.

## Distribution
- Neeharika Roy dans le rôle de Radha Trivedi/ Radhika (Protagoniste féminin)
- Shabir Ahluwalia dans le rôle de Mohan Trivedi (protagoniste masculin)
- Sambhabana Mohanty dans le rôle de Damini Bharadwaj (antagoniste principal de la saison 1)
- Manit Joura dans le rôle de Yug Kohli (Antagoniste principal de la saison 2)
- Reeza Chaudhary dans le rôle du jeune Gungun Trivedi (saison 1)
  - Sarah Killedar dans le rôle de Gungun Trivedi (saison 2)
- Shaurya Vijayvargiya dans le rôle de Manan Trivedi (saison 2)
- Keerti Nagpure dans le rôle du :
  - Spectre de Tulsi Banerjee Trivedi
  - Nouveau visage de Damini Bharadwaj après une chirurgie esthétique
- Swati Shah dans le rôle de Kadambari « Gurumaa » Trivedi

## Remarques
- La série a eu droit à 8 adaptations, en 7 langues différentes.
- Les personnages de Mohan et Yug ont tous les deux joués dans les séries Bhagya en tant que protagoniste principal de leur émission.